# فيتورينو جواريشي
فيتورينو جواريشي (بالإيطالية: Vittoriano Guareschi)‏ هو متسابق دراجات نارية إيطالي. نافس في بطولة العالم للسوبربايك وبطولة العالم للسوبرسبورت.

## روابط خارجية
- فيتورينو جواريشي على موقع WorldSBK.com (الإنجليزية)
- فيتورينو جواريشي على موقع CONI honoured athlete website (الإيطالية)